# 취리히 호수 주변의 선사시대 말뚝 주거지
취리히 호수 주변의 선사시대 말뚝 주거지(Prehistoric pile dwellings around Lake Zurich)는 취리히 호수 주변에 위치한 슈비츠주, 장크트갈렌주, 취리히주의 스위스 알프스 주변의 총 56개 선사시대 말뚝 가옥 중 11개로 전체 유럽 말뚝 가옥의 10%를 차지한다.

## 지리
인근 그라이펜 호수와 페피콘 호수 호숫가의 로벤하우젠에 있는 추가 11채를 포함하여 선사시대 말뚝 주거지 (또는 수상 가옥) 정착지는 기원전 5000년에서 기원전 500년 사이에 건설되었으며 약 40k㎡의 면적에 집중되어 있다. 취리히 호수에서 각각 슈비츠, 장크트갈렌, 취리히주의 호숫가를 관찰한다.
알프스 주변에 있는 총 111개의 유럽 선사시대 말뚝 주거지 시리즈의 일부로, 이 건물은 2011년 유네스코 세계 문화 유산 목록에 추가되었다. 고고학적 발굴은 미래 세대를 위해 유산을 보존하기 위해 일부 지역에서만 수행되었다. 그럼에도 불구하고, 발굴 작업은 알파인 유럽의 신석기와 청동기 시대 선사시대의 삶과 지역 사회가 환경과 상호 작용하는 방식에 대한 통찰력을 제공하는 증거를 제공했다. 정착촌은 예외적으로 잘 보존되고 문화적으로 풍부한 고고학 유적지의 독특한 그룹으로 초기 농업 사회 연구를 위한 가장 중요한 출처 중 하나이다.

## 지형
대중적인 믿음과 달리 정착지는 물 위에 세워지지 않고 가까운 습지대에 세워졌다. 그들 사이에서는 각각 프라우엔빈켈 지역인 제담, 또는 당시 취리히의 작은 섬과 반도에 있는 젝세로이텐 광장 주변의 리마트강과 취리히 호수 사이의 늪지대였다. 정착촌은 린트강과 요나강에 의한 간헐적인 홍수로부터 보호하기 위해 더미 위에 세워졌다. 호수가 시간이 지남에 따라 크기가 커졌기 때문에 원래 말뚝의 대부분은 현재 406m의 수위 아래에서 약 4m에서 7m에 이르러 현대 관찰자들에게 잘못된 인상을 준다. 그들은 항상 물로 둘러싸여 있었다.

## 취리히 호수 호반 지역의 유적지
111개의 초국가적 연속 유적지 중 56개가 스위스에 있고, 26개 중 15개가 다른 스위스 주에 있다. 스위스에서 “범유럽식 수상가옥 정착지” 발굴이 시작되었다. 1855년 봄, 취리히 호수의 토지 개간 작업과 관련하여 고고학자 페르디난트 켈러 (Ferdinand Keller)는 마이렌-로렌하브(Meilen-Rorenhaab) 유적지의 유적을 발견했다. 아마도 호르겐 문화라고 불리는 대부분의 중요한 장소는 이전 호수 섬의 그로서 하프너와 젝세로이텐 광장 반도의 클라이너 하프너를 포함하여 리마트강이 방출되는 곳과 취리히 시의 약 0.2 헥타르에 있는 취리히-엥게 알펜콰이 지역 호숫가에 위치해 있을 것이다. 4개의 막뚝 주거지 라피스빌-요나-테히니쿰, 제구벨, 프라이엔바흐-후르덴 로스호른 및 프라이엔바흐-후르덴 제펠트를 포함하여 제담 지역의 라퍼스빌과 후르덴 사이의 상부 호수에 있는 선사시대 호수 교차점은 세계 규모에서 독특하다. 페피콘 호수에 있는 로벤하우젠 정착지 역시 야콥 메시코머(Jakob Messikommer)가 발견하고 연구한 독특한 장소이다. 19세기 말에 수천 년 동안 계속해서 사람이 살았던 것처럼 대부분의 정착촌은 수십 년 동안 거주했다가 완전히 다른 위치에 다시 세워졌다.
그중 면적, 일자, 위치, 좌표, 아이디 등의 출처는 알프스 주변의 선사시대 말뚝 주거지에 대한 표의 기준으로 사용되었으며, 참고문헌으로 기재되어 있다. 목록은 2014년 12월 날짜를 기준으로 한다.

## 보호

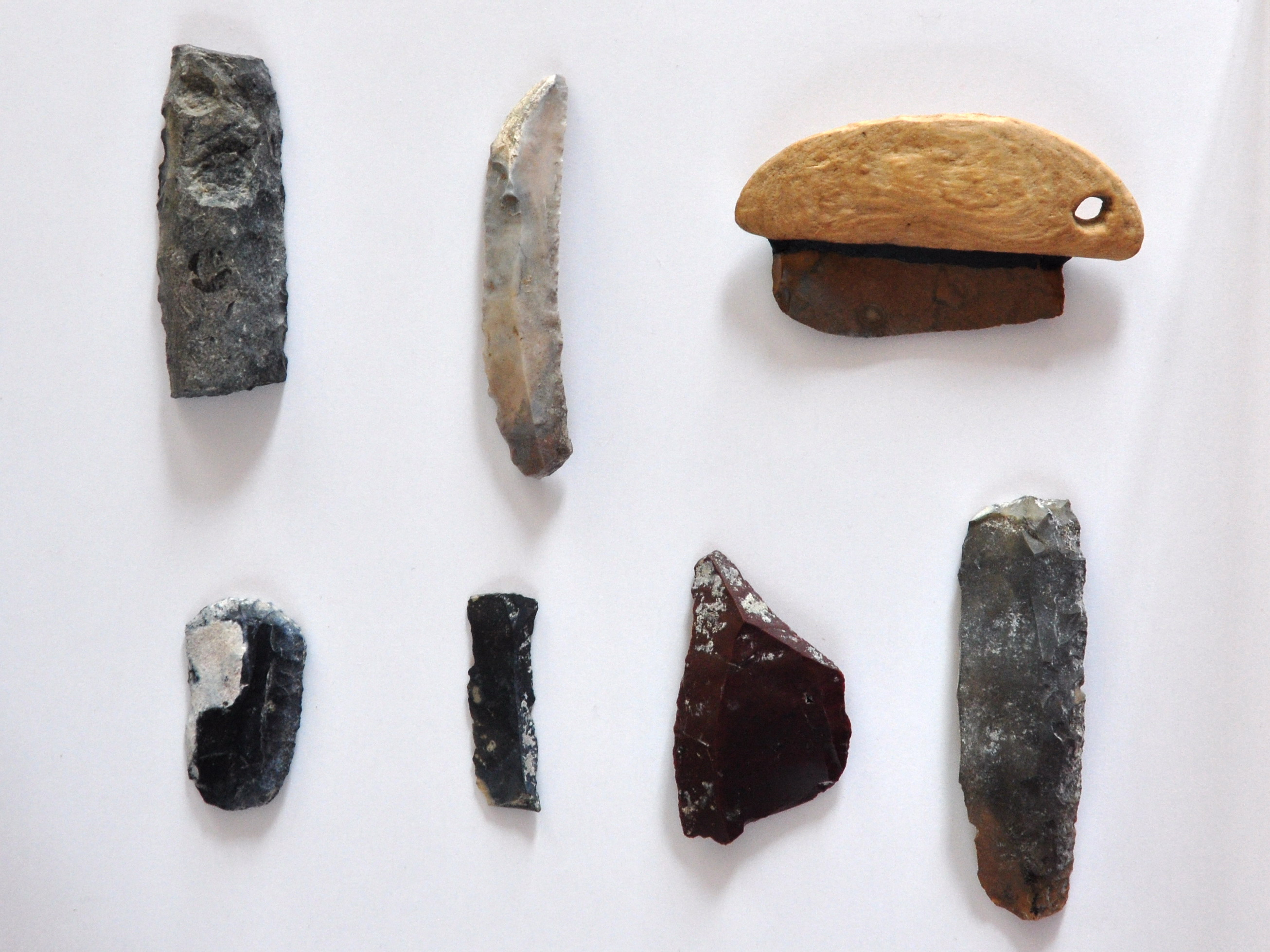
제구벨: 티, 톱 웨이퍼 조각, 반제품, 완성된 날 등 돌도끼 제작의 흔적이 남아 있다.

유네스코 세계 문화 유산으로 지정된 56개 스위스 유적지의 일부일 뿐만 아니라 이 11개 선사 시대 말뚝 주거지는 스위스 국가 및 지역 중요 문화재 목록에도 국가 중요 A등급 대상으로 등재되어 있다.
따라서 각 정착지의 지역은 1966년 7월 1일의 자연과 문화유산에 관한 스위스 연방법의 의미 내에서 연방 보호 하에 사적지로 제공된다. 무단 조사 결과를 의도적으로 수집하는 것은 제24항에 따라 형사 범죄에 해당한다.

## 같이 보기
- 알프스 주변의 선사시대 말뚝 주거지